# Antoni Palluth
Antoni Palluth, dit Jean Lenoir, né le 11 mai 1900, à Pobiedziska, province de Posen (Poznań), et mort le 18 avril 1944 à Sachsenhausen, est un officier de réserve du Biuro Szyfrów.

## Biographie
Diplômé en génie civil de l'école polytechnique de Varsovie, Palluth entre au bureau du chiffre de Gwido Langer en janvier 1929. Comme Maksymilian Ciężki, il est instructeur du stage organisé à l'université de Poznań à l'intention d'étudiants sélectionnés, tels Marian Rejewski, Jerzy Różycki et Henryk Zygalski.
Dans les années trente, Palluth est l'un des quatre directeurs de la Société Radio AVA de Varsovie qui fabrique l'équipement cryptographique conçu par le bureau du chiffre. Fin 1930, Palluth a construit une réplique d'Enigma.
Dans la journée, Palluth est à AVA. Le soir, au bureau du chiffre. La nuit, il ramène du travail à la maison.
Fin septembre 1939, le lieutenant Palluth passe en France. Sous les ordres de Ciężki, il travaille à la Section allemande (BS-4) du bureau du chiffre, au PC Bruno, puis au PC Cadix. Début novembre 1942, le PC Cadix est évacué. 
Dans la nuit du 10 au 11 mars 1943, Palluth tente de franchir les Pyrénées avec Gwido Langer, Maksymilian Ciężki, Edward Fokczyński et Kazimierz Gaca Tous sont capturés par une patrouille allemande.
Palluth, Fokczyński et Gaca sont mis au camp de Sachsenhausen. Fokczyński meurt d'épuisement. Palluth affecté au Kommando Heinkel de Gemmersdorf est tué par un bombardement allié.